# Cassie Sharpe
Pour les articles homonymes, voir Sharpe.
Cassie Sharpe, née le 14 septembre 1992 à Calgary, est une skieuse acrobatique canadienne spécialiste de half-pipe. Elle devient championne olympique de half-pipe lors des Jeux olympiques de 2018 à Pyeongchang.

## Carrière
Aux Championnats du monde 2015, elle devient vice-championne du monde de half-pipe derrière la Suissesse Virginie Faivre.
En février 2018, elle remporte la médaille d'or du half-pipe lors des Jeux olympiques, devançant la Française Marie Martinod et l'Américaine Brita Sigourney. elle réussit un score de 94,40 points lors de premier run avant de réaliser 95,80 points lors du deuxième. Quatre ans plus tard, elle prend l'argent sur la même épreuve derrière Gu Ailing.

## Palmarès

### Jeux olympiques
| Épreuve / Édition   | Half-pipe |
| JO 2018 Pyeongchang | Or        |
| JO 2022 Pékin       | Argent    |

### Championnats du monde
| Épreuve / Édition         | Half-pipe |
| Mondiaux 2015 Kreischberg | Argent    |
| Mondiaux 2019 Utah        | Argent    |
| Mondiaux 2025 Engadine    | Bronze    |

### Winter X Games
- Médaille d'or aux Winter X Games Europe 2016 à Oslo.

### Coupe du monde
- Meilleur classement général : 5e en 2018.
- 2 petits globe de cristal :
  - Vainqueur du classement half-pipe en 2018 et 2019.
- 10 podiums dont 8 victoires.

#### Différents classements en coupe du monde
| Année/Classement | Général | Général | Half-pipe | Half-pipe |
| ---------------- | ------- | ------- | --------- | --------- |
| Année/Classement | Class.  | Points  | Class.    | Points    |
| 2012             | 139e    | 3       | 29e       | 14        |
| 2013             | 153e    | 4       | 32e       | 22        |
| 2014             | 154e    | 5       | 30e       | 25        |
| 2015             | 31e     | 29      | 4e        | 145       |
| 2016             | 77e     | 15,20   | 12e       | 76        |
| 2017             | 22e     | 37      | 4e        | 185       |
| 2018             | 7e      | 54,83   | 1re       | 321       |